# Dukat
Dukat és un personatge fictici de la sèrie de televisió Star Trek: Deep Space Nine. Membre de l'espècie fictícia cardassiana, es presenta com l'exsupervisor de l'estació espacial homònima de la sèrie, però es converteix en el líder de l'òrgan rector de la seva espècie, la Unió Cardassiana. De vegades és un enemic, mentre que d'altres un aliat de Benjamin Sisko, Dukat apareix en 35 dels 176 episodis de la sèrie. Va ser interpretat per Marc Alaimo al llarg de tota la sèrie. Dukat es va convertir en un dels favorits dels fans de Star Trek i és àmpliament considerat un dels vilans més icònics de la franquícia Star Trek.

## Creació i paper
Els cardassians van ser introduïts a l'univers Star Trek a l'episodi de La nova generació "La ferida". En aquell episodi, Marc Alaimo va interpretar un cardassià anomenat Macet. Tot i que les similituds entre Macet i Dukat mai es van explicar quan Dukat va ser escollit per a "Deep Space Nine", la novel·la de rellançament Demons of Air and Darkness presenta Macet, que explica a Kira Nerys: "Skrain Dukat era el meu cosí."
Dukat va interpretar un paper versàtil al llarg de la sèrie i sovint era un personatge amb matisos. En paraules del coproductor executiu de "Deep Space Nine", Ronald D. Moore: "No crec que sigui completament malvat de cap a peus... Pot ser encantador. Pot ser generós. Pot fer el correcte. Tot això, d'alguna manera, fa que les seves accions "malvades" siguin encara més menyspreables, perquè sabem que hi havia el potencial perquè fos una millor persona". En definitiva, malgrat la versatilitat del personatge, "Dukat és un noi dolent. Un noi molt dolent". De fet, StarTrek.com el descriu com "el dolent més complex i completament desenvolupat de la història de Star Trek".

## Aparicions
Abans de l'inici de la sèrie, Dukat tenia el títol militar de Llegat (Almirall) i era el cap del govern d'ocupació cardassiana del planeta Bajor, així com comandant de l'estació construïda pels cardassians originalment anomenada Terok Nor (que es coneixeria com a Espai Profund 9 sota la Federació). Quan els cardassians es veuen obligats a retirar-se, és degradat a Gul (equivalent a Capità). A causa d'aquests antecedents, les primeres aparicions de Dukat van des de ser antiheroiques fins a antagonistes. En la seva primera aparició a l'episodi pilot "Emissary", porta una nau de guerra cardassiana a "Espai Profund 9" per exigir al nou comandant nomenat per la Flota Estel·lar Benjamin Sisko un dels Orbes recentment descoberts dels  Profetes Bajorans.
A "Cardassians", Dukat és al centre d'una conspiració que el seu enemic cardassià exiliat Elim Garak i el Dr. Julian Bashir intenten desentranyar. A "Civil Defense" intenta fer xantatge a la tripulació d'Espai Profund 9 quan no poden desarmar un programa de contrainsurgència cardassiana activat accidentalment. Està aliat amb els principals personatges de la Flota Estel·lar contra els rebels Maquis a   "The Maquis" i "Defiant", i contra els Klingon quan envaeixen Cardàssia a "The Way of the Warrior".
A l'episodi de la quarta temporada "Indiscretion", Kira Nerys acompanya Gul Dukat en la recerca d'una nau estel·lar cardassiana perduda, on es revela que intenta localitzar i matar la seva filla il·legítima, mig bajorana, Tora Ziyal. Finalment, decideix endur-se-la a casa amb ell. L'episodi següent "Return to Grace" mostra Dukat deshonrat amb l'exèrcit cardassià com a resultat d'aquest moviment, reduït a comandar un carguer amb Ziyal i el seu ajudant Damar. Amb l'ajuda de Kira, Dukat s'apodera d'una au de presa klíngon i envia els plans de batalla al seu govern. Quan sent que el govern cardassià encara vol negociar amb els klíngons, decideix utilitzar la seva nova nau per llançar una guerra d'un sol home contra l'Imperi Klíngon, deixant Ziyal amb Kira a "Espai Profund 9". En aquesta capacitat, ajuda Sisko, Miles O'Brien, Odo i Worf quan s'infiltren a l'Imperi Klíngon a l'estrena de la cinquena temporada "Apocalypse Rising".
El personatge de Dukat va tornar a tenir un paper més antagonista a la temporada cinc, "By Inferno's Light", on es revela que ha negociat la unió de Cardassia al Domini, convertint-se en cap del govern de la Unió en el procés. Lidera una força d'invasió que recupera "Espai Profund 9" al final de temporada "Call to Arms", iniciant efectivament la Guerra del Domini i recuperant el seu antic comandament.
Dukat torna a perdre l'estació a l'episodi de la sisena temporada "Sacrifice of Angels", on Damar mata Ziyal en represàlia per haver ajudat la Federació. Mentalment trencat, Dukat és fàcilment capturat per la Flota Estel·lar. Escapa de la seva custòdia quan ell i Sisko queden abandonats a "Waltz", durant el qual Dukat experimenta al·lucinacions de Kira, Damar i Weyoun, i arriba a acceptar el seu odi per els bajorans, i jura venjança sobre tot Bajor abans d'escapar. Amb aquest objectiu, Dukat s'alia amb els Pah-wraith, enemics acèrrims dels profetes bajorans, i és posseït durant un curt període per ells, i inutilitza els Orbes d'aquests últims, matant el personatge de la sèrie Jadzia Dax a "Tears of the Prophets".
Dukat torna a la setena temporada al capdavant del culte dels Pah-wraiths a "Covenant", però Kira el deshonra ràpidament davant dels seus seguidors i torna a amagar-se. A "Penumbra", busca l'ajuda de Damar per trobar un cirurgià que el faci semblar un bajorà. Amb aquesta disfressa, convenç Kai Winn perquè s'uneixi a ell en els seus esforços per alliberar els Pah-wraiths del seu empresonament a les Coves de Foc Bajoranes a "Strange Bedfellows", fins i tot quan ella descobreix la seva veritable identitat a "The Changing Face of Evil." El seu pla es posa en acció al final de la sèrie "What You Leave Behind", on els Pah-wraiths l'escullen com a emissari en lloc de Winn. Sisko, emissari dels Profetes, arriba per aturar-lo i, seguint el consell de Winn, s'empeny a si mateix, al llibre sagrat dels Pah-wraiths i a Dukat a les coves de foc ardents, segellant Dukat a les Coves de Foc amb els Pah-wraiths per sempre.

## Recepció
El 2009, IGN va classificar Dukat com el 15è millor personatge de Star Trek en general, qualificant-lo de "dolent" complicat i matisat. Destaquen la moralitat del personatge a "Indiscretion", així com la seva introducció a l'estrena de Deep Space Nine, "Emissary".
El 2016, Screen Rant va qualificar Dukat com el vuitè millor personatge de Star Trek en general, tal com s'ha presentat a la televisió i al cinema. Time va qualificar Gul Dukat com el quart millor vilà de la franquícia Star Trek el 2016.
El 2018, quan CBR va col·locar deu personatges de ST: Deep Space Nine a la seva llista dels 20 millors personatges recurrents de la franquícia Star Trek (més dos personatges de ST: La nova generació characters who later came into their own in ST: Deep Space Nine, que més tard van destacar a ST: Deep Space Nine, ocupant el 60% de tota la llista), Gul Dukat va quedar en tercer lloc a la general.